# 코카인 의존증
코카인 의존증(Cocaine dependence)은 코카인 복용을 중단하면 금단 증상이 나타나는 신경 장애이다. 이는 또한 상당한 해로움과 부작용에도 불구하고 코카인 및 크랙의 지속적인 사용을 특징으로 하는 생물심리사회적 장애인 코카인 중독과 종종 일치한다. 정신 장애 진단 및 통계 매뉴얼(5판, 약칭 DSM-5)은 문제가 있는 코카인 사용을 "자극제 사용 장애"로 분류한다. 국제 질병 분류(11차 개정판, 약칭 ICD-11)에는 "코카인 사용으로 인한 장애" 아래 분류(진단)에 "코카인 의존증"이 포함되어 있다.
코카인을 사용하면 행복감과 많은 양의 에너지가 생성된다. 다량을 복용하면 기분 변화, 편집증, 불면증, 정신병, 고혈압, 빠른 심박수, 공황 발작, 통제하기 어려운 발작, 인지 장애 및 급격한 성격 변화를 유발할 수 있다. 코카인 과다 복용은 다음과 같은 심혈관 및 뇌 손상을 초래할 수 있다. 간질 지속증, 뇌 혈관 수축, 뇌졸중 유발 및 심장 동맥 수축, 심장마비를 일으킨다.
코카인 금단의 증상은 중등도부터 중증까지 다양하다. 불쾌감, 우울증, 불안, 성욕 감소, 심리적, 육체적 쇠약, 통증, 강박적 갈망 등이 그것이다.